# Bohuliby
Bohuliby (německy Boholib) je vesnice v okrese Praha-západ, je součástí obce Petrov. Nachází se asi 2 km na východ od Petrova. Je zde evidováno 108 adres.

## Historie
První písemná zmínka o vesnici pochází z roku 1388.
Ve vsi se v roce 1980 natáčel film Prázdniny pro psa s Tomášem Holým v hlavní roli.